# 旭玉山
旭 玉山（あさひ ぎょくざん、Asahi Gyokuzan、1843年（天保14年） - 1923年（大正12年）8月10日）は、牙彫（象牙彫刻）と嵌入彫刻を主な表現として活動した彫刻家。幼名は富丸。

## 略歴

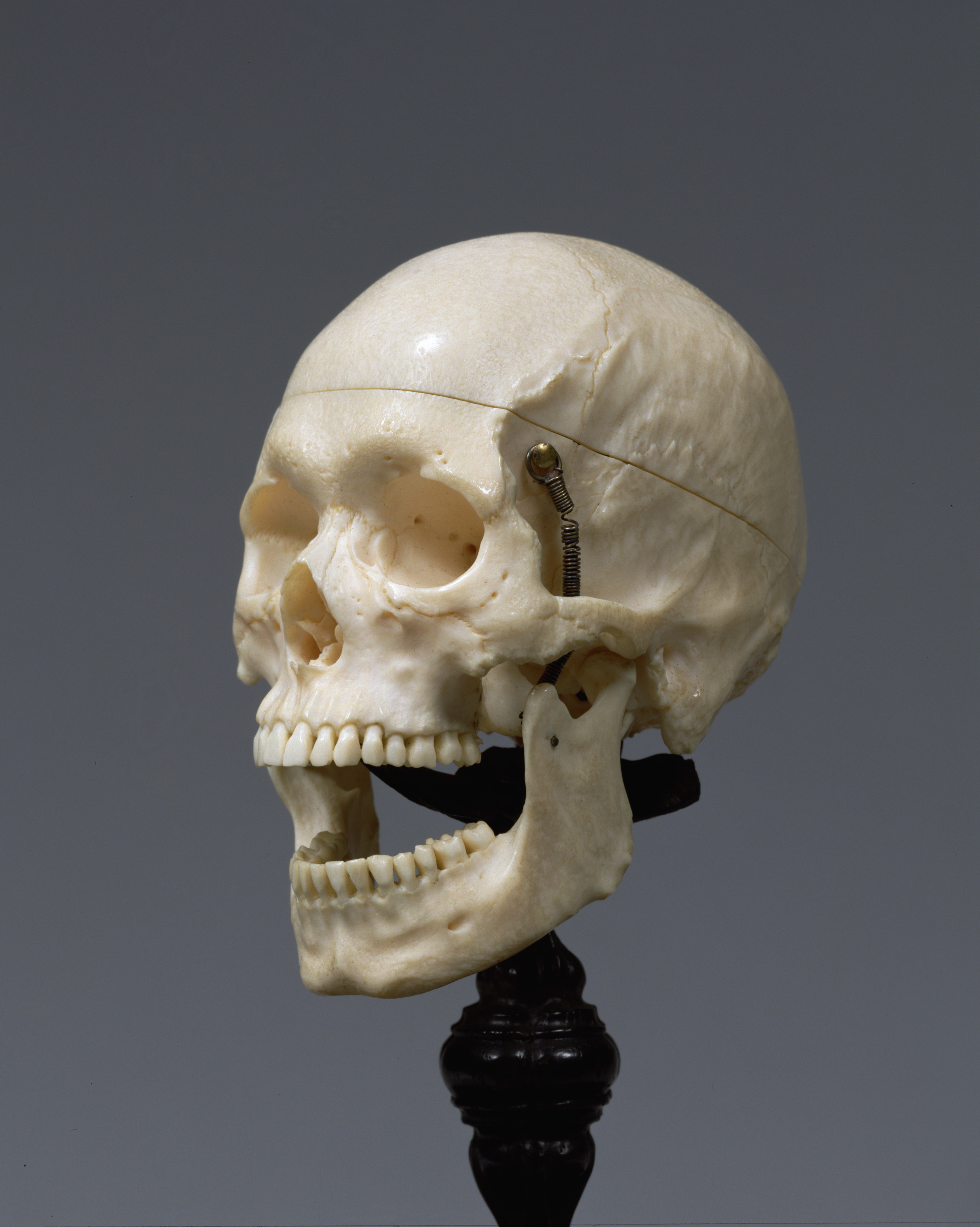
「牙彫髑髏置物」、1881年

浅草の寺に生まれたが還俗、独学で彫刻を習得し、生物を題材とした精緻な根付を製作して生計を立てていたが、明治の初め頃から象牙で髑髏の根付を制作してその再現性から評価を高める。
1877年（明治10年）に開催された第一回内国勧業博覧会では「人体骨格置物」を出展して竜紋賞を受賞した。翌1878年（明治11年）に石川光明と共に牙彫発展のために競技会と批評会の定例開催をはじめ、これは1885年（明治18年）に東京彫工会に発展した。1881年（明治14年）の第二回内国勧業博覧会で「牙彫髑髏」（東京国立博物館蔵）を出展して名誉賞牌を受賞、その名声を不動のものとする。明治宮殿造営の際には、東京彫工会を代表して宮内省に出向き工芸家達に彫刻制作の差配をする。
1890年（明治23年）頃に眼病を患ったため大磯に移住した後、1892年（明治25年）には京都に移住して、関西地区での博覧会などの審査員を務めた。
1900年（明治33年）開催のパリ万国博覧会に向けて制作を進めたが完成が間に合わず、翌年の日本美術協会展に出展した「官女置物」（三の丸尚蔵館蔵）は、その精緻な十二単の表現から明治牙彫の代表作のひとつと評価されている。
旭玉山は木彫での嵌入彫刻や鹿角彫刻も行ったが、晩年は素朴で抑えた表現の作品に傾倒していった。